# Чемпионат Москвы по футболу 1928
Чемпионат Москвы по футболу 1928 стал ХХVІІІ-м первенством столицы. Он был  проведен спортивными секциями при Московском Губернском Совете Профессиональных Союзов (МГСПС) и Московском Городском Совете Физической Культуры (МГСФК) как единое первенство — высшая (первая) группа разыгрывала первенство Москвы, все остальные группы - первенство МГСПС (официальное название турнира — Первенство Москвы и МГСПС).
Победителем среди первых команд стала команда «Динамо».

## Организация и проведение турнира
Чемпионат проводился в 10 группах среди около 60 клубов, каждый из которых выставлял по 5  (группы 1-4), 4 (группа 5) и 3 команды (известно общее число команд — 222). Чемпионы определялись по каждой из команд и в «клубном зачете». 
В первой группе выступало всего 6 клубов:
- «Трехгорка»
- ЦДКА
- «Пищевики»
- «Динамо»
- КОР
- РКимА

По итогам первенства клуб, занявший последнее место, играл клубом переходный матч с победителем следующей группы.

## Ход турнира (1 группа, первые команды)
Весенний чемпионат стартовал 20 мая. Игры прошли в один круг (первоначально предполагалось первенство провести в два круга, однако из-за участия сборной Москвы во Всесоюзной Спартакиаде и последующей поездке на товарищеские матчи в Австрию первые команды первой группы сыграли между собой лишь по разу). 
Команда «Динамо», впервые в истории обыграв «Пищевиков» (с десятой попытки за шесть лет), сумела наконец завоевать первенство столицы.

### Турнирная таблица[4]
| №   | Команды     | 1   | 2   | 3   | 4   | 5   | 6   | В | Н | П | М       | О  |
| --- | ----------- | --- | --- | --- | --- | --- | --- | - | - | - | ------- | -- |
|     | «Динамо»    |     | 2:2 | 3:1 | 3:2 | 3:2 | 3:1 | 4 | 1 | 0 | 14 — 8  | 14 |
|     | «Трехгорка» | 2:2 |     | 2:2 | 2:0 | 1:1 | 2:1 | 2 | 3 | 0 | 9 — 6   | 12 |
|     | «Пищевики»  | 1:3 | 2:2 |     | 7:4 | 5:1 | 0:1 | 2 | 1 | 2 | 15 — 11 | 10 |
| 4-6 | ЦДКА        | 2:3 | 0:2 | 4:7 |     | 2:2 | 3:1 | 1 | 1 | 3 | 11 — 15 | 8  |
| 4-6 | РКимА       | 2:3 | 1:1 | 1:5 | 2:2 |     | 1:1 | 0 | 3 | 2 | 7 — 12  | 8  |
| 4-6 | КОР         | 1:3 | 1:2 | 1:0 | 1:1 | 1:3 |     | 1 | 1 | 3 | 5 — 9   | 8  |

### Матчи
| 20 мая | «Динамо»                  | 2:2     | «Трехгорка»                                      | КПТ                               |
| | - Иванов 22′ - Маслов 59′ | (отчёт) | - 70′ Сушков - 73' (пен.) Сушков - 76′ Мельников | Зрителей: 7 000 Судья: А.Богданов |
| Динамо: Чулков (73' К.Блинков) - М.Соколов, Карпенко - Лёнчиков, Селин , Столяров - Грузинский, К.Блинков (73' Павлов), Маслов, Иванов, Прокофьев Трехгорка: Леонов - Рущинский , Вас.Лапшин - Пахомов, Сушков, Вик.Дубинин - Т.Григорьев, Панин, Мельников, Елисеев, А.Холин - К.Блинков на 73' заменил в воротах травмированного Чулкова и отразил пенальти |                           |         |                                                  |                                   |

| 20 мая | ЦДКА | 3:1 | КОР | КОР |

| 20 мая | «Пищевики» | 5:1 | РКимА | РКимА |

| 27 мая                                              | КОР               | 1:0 | «Пищевики» |  |
|                                                     | - Б.Дементьев 10′ |     |            |  |
| КОР: И.Филиппов - ... Пищевики: ... Б.Дементьев ... |                   |     |            |  |

| 27 мая | «Динамо»                    | 3:2     | ЦДКА            | ЦДКА                             |
| | - Иванов 8′ 57′ - Селин 74′ | (отчёт) | - 51′ 70′ Рыбин | Зрителей: 6 000 Судья: М.Сельцов |
| Динамо: Подчепаев - М.Соколов, Карпенко - Лёнчиков, Селин , Столяров - Грузинский, К.Блинков, Маслов, Иванов, Прокофьев ЦДКА: В.Матвеев - М.Исаев, Пчеликов - Малахов, В.Ратов , Спиридонов - Б.Дубинин, П.Савостьянов, Ковалёв, Рыбин, Жибоедов |                             |         |                 |                                  |

| 27 мая | «Трехгорка» | 1:1 | РКимА |  |

| 3 июн | ЦДКА                                | 2:2     | РКимА                              | ЦДКА |
| | - Б.Дубинин 11′ - П.Савостьянов 40′ | (отчёт) | - 1:1′ А.Коротков - 64′ Г.Богданов |      |
| ЦДКА: В.Матвеев - М.Исаев, Пчеликов - Малахов, В.Ратов , Спиридонов - Б.Дубинин, П.Савостьянов, Жибоедов, Рыбин, Ковалев РКимА: А.Малышев - Григорьев, Б.Аркадьев - Яковлев, Апухтин, Бубенцов - Н.Сорокин, А.Коротков, Цыпленков, В.Блинков, Г.Богданов |                                     |         |                                    |      |

Матч «Пищевики» - «Трехгорка» перенесен («Трехгорка» совершала турне в Латвию)
| 21 июн | «Пищевики»                            | 2:2     | «Трехгорка»                         | им.Томского      |
| | - Леута 29′ (пен.) - П.Канунников 62′ | (отчёт) | - 13′ Мельников - 39′ (пен.) Сушков | Зрителей: ~8 000 |
| Пищевики: И.Филиппов - ... - ...Леута - ... П.Канунников, Шапошников Трехгорка: Леонов - Рущинский, В.Лапшин - Пахомов, Сушков, Мухтаров - Т.Григорьев, Елисеев, Мельников, ..., А.Холин |                                       |         |                                     |                  |

Матч «Динамо» - КОР перенесен (сильный дождь совершенно испортил поле стадиона КОР)
| 9 июн | «Динамо»                                | 3:1     | КОР             | КОР                              |
| | - К.Блинков 69′ (пен.) - Маслов 75′ 85′ | (отчёт) | - 25′ Е.Семёнов | Зрителей: 5 000 Судья: Я.Медовар |
| Динамо: Чулков - М.Соколов, Карпенко - Лёнчиков, Селин , Столяров - Грузинский, К.Блинков, Маслов, Иванов, Прокофьев КОР: К.Петров - Хрусталёв, Ф.Фёдоров - Артёмов, Аронов , Майоров - Е.Семёнов, Чеснов, М.Загрядсков, Б.Дементьев, Колодный |                                         |         |                 |                                  |

| 17 июн | «Трехгорка» | 2:0 | ЦДКА | «Красная Пресня» |

| 17 июн | «Динамо»                                 | 3:1     | «Пищевики»       | им.Томского                       |
| | - К.Блинков 18′ - Селин 60′ - Иванов 80′ | (отчёт) | - 53′ Шапошников | Зрителей: 12 000 Судья: Л.Романов |
| Динамо: Чулков - М.Соколов, Карпенко - Лёнчиков, Селин , Столяров - Макаров, Маслов, К.Блинков (65' Иванов), Титов, Прокофьев Пищевики: И.Филиппов - Ал.Старостин , П.Попов - С.Егоров, Ан.Старостин, Леута - Н.Старостин, П.Артемьев, Исаков, П.Канунников, Шапошников |                                          |         |                  |                                   |

| 17 июн | КОР | 1:1 | РКимА |  |

| 21 июн | «Динамо»                                        | 3:2     | РКимА                           | РКимА                             |
| | - К.Блинков 27′ - Селин 32′ (пен.) - Павлов 51′ | (отчёт) | - 21′ Н.Сорокин - 25′ В.Блинков | Зрителей: 5 000 Судья: В.Рябоконь |
| Динамо: Чулков - М.Соколов, Карпенко - Лёнчиков, Селин , Столяров - Макаров, К.Блинков, Иванов, Павлов, Прокофьев РКимА: Малышев - Григорьев, Б.Аркадьев - Яковлев, Апухтин , Бубенцов - Н.Сорокин, А.Коротков, Цыплёнков, В.Блинков, Г.Богданов |                                                 |         |                                 |                                   |

| 24 июн | «Пищевики» | 7:4 | ЦДКА | ЦДКА |

| 24 июн                  | «Трехгорка» | 2:1 | КОР           | КОР              |
|                         | - 15′ - 2т′ |     | - 1:1′ (пен.) | Зрителей: ~2 000 |
| Трехгорка: ... В.Лапшин |             |     |               |                  |

### Кубок Тосмена
В традиционном матче победителей весенних первенств Москвы и Ленинграда (кубке Тосмена) команда «Динамо» обыграла 8 июля в Ленинграде команду «Пищевкус» Ленинград со счетом 3:2.
Необходимо отметить, что за два дня до этого в традиционном ведомственном первенстве динамовцы проиграли лучшей команде Украины —  харьковскому «Динамо»  — 0:3.

## Клубный зачет
В отличие от первых команд первой группы, все остальные команды провели первенство в два круга с суммированием результатов в «клубном зачете».
В 1928 году была проведена реформа системы выявления «клубного» победителя:
- Были отменены так называемые «бумажные» факторы (в числе которых тесты на общефизическое развитие футболистов, их дисциплинированность, постоянство состава в соревнованиях и пр.[12][13]). Сохранилось лишь применение в некоторых случаях «снятия» очков с команд за удаления игроков.
- Теперь команды приносили вклад в «клубный зачет» дифференцированно в зависимости от старшинства команды. Так, в 1928 году победа I команды в матче приносила клубу 24 очка (3 очка, умноженные на коэффициент 8), в то время, как победа V команды ценилась меньше и приносила только 12 очков (коэффициент 4). Такая система была введена, чтобы положить конец появившейся тенденции, когда некоторые клубы выставляли за младшие команды игроков старших команд, тем самым набирая больше очков в клубный зачет ценой разгрома (порой неприлично крупного) главной команды[14].

### Первая группа
Победители в «младших» командах
- II —  «Трехгорка» и «Пищевики»
- III —  «Трехгорка»
- IV —  «Пищевики»
- V —  «Динамо»
- «Клубный зачет» —  «Трехгорка» (по итогам как отдельно весеннего, так и обоих кругов)
- Последнее место — РКимА, который тем не менее, в переигровке победил «клубом» победителя второй группы — «Пролетарскую кузницу» — и сохранил место в первой группе (впрочем, и проигравшие на будущий год получили повышение в классе ввиду расширения первой группы до 8 команд).

### «Младшие» группы
«Клубный зачет»
- II —  «Пролетарская кузница»
- III — КПТ
- IV — «Красный санитар»
- V — «Горняки»
- VI — «Профинтерн»
- VII — «Коммунальники»